# 서울광희초등학교
서울광희초등학교(서울光熙初等學校)는 대한민국 서울특별시 중구 신당동에 있는 공립 초등학교이다. 조선 시대 말기였던 1895년 7월 19일에 한성남학소학교로 첫 개교되었다. 갑오개혁 이후 서울에 설립되기 시작한 최초의 근대식 초등 교육기관 중 하나이며, 학교 인근에 동대문역사문화공원과 광희문이 위치해 있다.

## 연혁
- 1895년 7월 19일 관립남학소학교 개교(중구 필동, 설립인가 7월 15일)
- 1906년 8월 27일 인현동 교사로 이전
- 1906년 9월 1일 관립인현보통학교 개칭
- 1911년 11월 1일 인현공립보통학교(4년제) 개칭[1]
- 1923년 4월 1일 6년제로 개편
- 1934년 1월 18일 신당동 교사로 이전
- 1938년 4월 1일 경성광희공립심상소학교로 개칭[2]
- 1941년 4월 1일 경성광희공립국민학교로 개칭[3]
- 1947년 5월 29일 서울광희공립국민학교로 변경
- 1996년 3월 1일 현재의 교명으로 변경[4]
- 1999년 12월 31일 급식조리실 개축
- 2001년 12월 13일 꿈나무체육관 준공
- 2004년 12월 8일 디지털도서관 개관
- 2007년 10월 29일 광희영어체험센터 개관
- 2008년 2월 14일 제100회 졸업식(166명)(총 45,040명)
- 2012년 7월 1일 위클래스 설치
- 2014년 9월 10일 에코스쿨 조성, 완공
- 2016년 2월 19일 제108회 졸업식(40명)(총 45,557명)
- 2016년 3월 23일 에코스쿨 캐노피 설치공사 완료
- 2016년 8월 12일 체육관 환경개선 완료
- 2017년 2월 17일 제109회 졸업식(44명)(총 45601명)
- 2017년 3월 8일 병설유치원 개원
- 2017년 5월 5일 컴퓨터실 현대화공사
- 2018년 2월 13일 제110회 졸업식(52명)(총 45653명)
- 2018년 7월 27일 가상현실(VR) 스포츠교실 설치
- 2018년 11월 6일 광희 유치원 놀이터 신설 및 화단조성
- 2019년 2월 15일 제111회 졸업식(60명)(총 45713명)
- 2019년 7월 31일 공기청정기 전 교실 설치
- 2019년 8월 19일 방송시설 장비교체 및 리모델링 공사
- 2019년 8월 23일 도서실 리모델링 공사
- 2020년 2월 12일 제112회 졸업식(59명)(총 45772명)
- 2020년 3월 1일 김문숙 교장 부임

## 상징
- 교화(校花) - 개나리 : 추운 겨울을 이겨내고 봄의 시작을 알리는 꽃, 올바른 말과 행동, 굳은 의지로 바른 생활의 광희어린이를 상징
- 교목(校木) - 느티나무 : 투박한 땅에서도 튼튼하게 거목으로 자라는 나무, 굳은 의지와 인내로 성장하는 바른 어린이를 상징

## 참고 문헌
- 서울광희초등학교 - 한국교육학술정보원 학교알리미

## 같이 보기
- 경성광희공립심상소학교 육상단
- 인현공립보통학교 정구단